# Тотем (фильм)
«Тотем» (исп. Totem) — художественный фильм режиссёра Лилы Авилес совместного производства Мексики, Франции и Дании, главные роли в котором сыграли Наима Сентиес, Монтсеррат Мараньон, Марисоль Гасе. Премьера картины состоялась на 73-м Берлинском кинофестивале 20 февраля 2023 года.

## Сюжет
Главная героиня фильма — 7-летняя Сол, которая проводит день в доме деда. Она помогает тёткам, Нури и Алехандре, организовать вечеринку-сюрприз для её отца.

## В ролях
- Наима Сентиес
- Монтсеррат Мараньон
- Марисоль Гасе

## Премьера и восприятие
Премьера картины состоялась на 73-м Берлинском кинофестивале 20 февраля 2023 года. «Тотем» был включён в основную программу и претендовал на Золотого медведя.